# Leprozorium

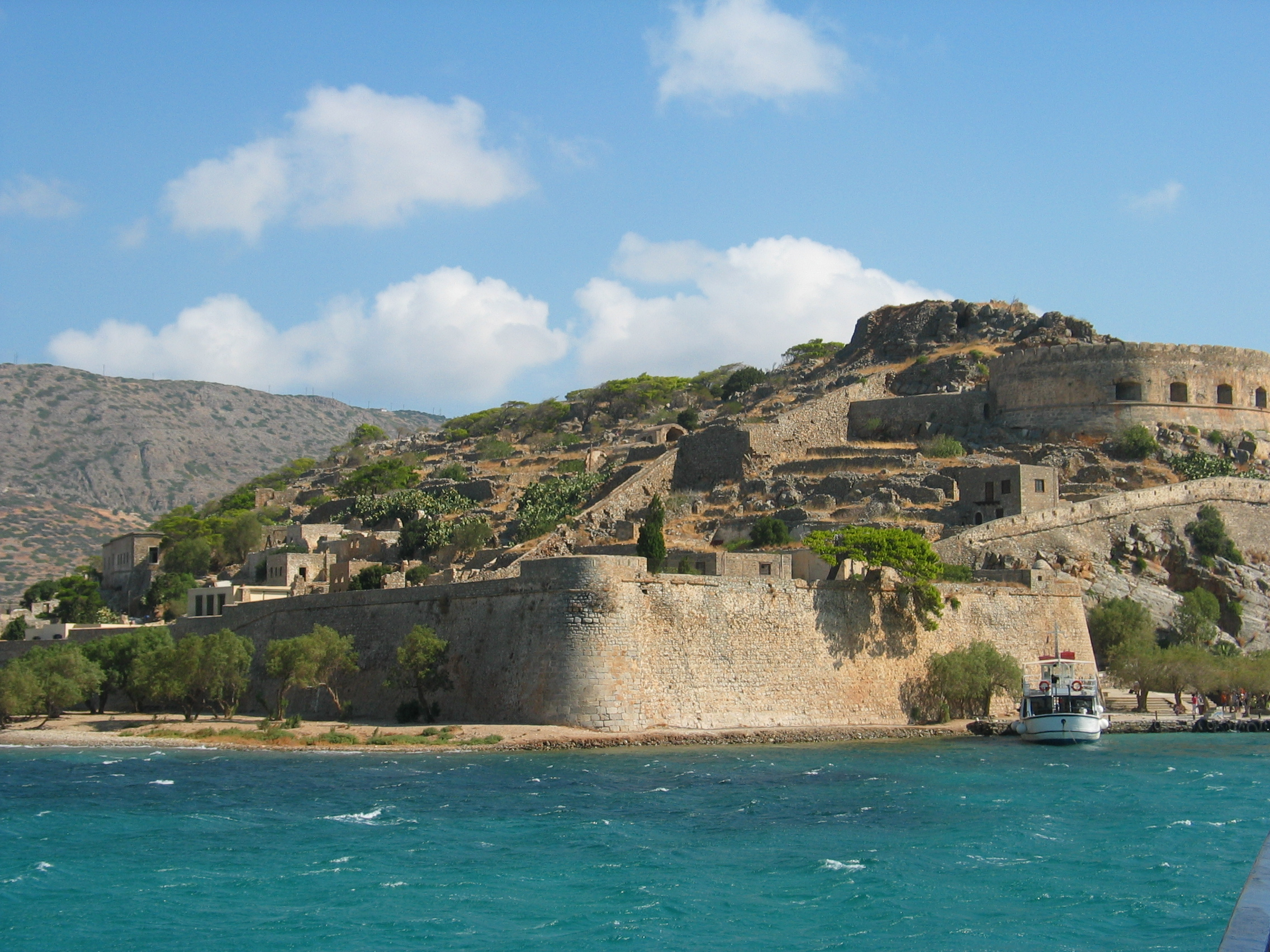
Kreta, leprozorium zamknięte w 1957

Leprozorium (z łac. lepra „trąd”) – kolonia trędowatych lub dom dla chorych na trąd. Najbardziej liczne w średniowieczu, służyły zarówno pomocy chorym, jak i ich odizolowaniu od reszty społeczeństwa. Istnieją do dzisiaj w regionach, w których trąd nadal jest obecny, zwłaszcza w Azji i Afryce.
Pierwsze leprozoria powstały w basenie Morza Śródziemnego w IV wieku i 200 lat później były już rozpowszechnione w całej Europie. Największa ich liczba funkcjonowała w średniowieczu, kiedy trąd był najbardziej rozpowszechniony. Umieszczenie w nich chorych było wtedy obowiązkowe i stanowiło swego rodzaju rytuał. Osoby podejrzane o zarażenie zgłaszane były do specjalnych komisji (powoływanych przez rady miast), których zadaniem było stwierdzenie choroby. Jeżeli osoba została uznana za chorą, odsyłano ją do leprozorium wraz z poświadczającym chorobę dokumentem. Zapobiegało to szukaniu schronienia w domach dla trędowatych przez żebraków i włóczęgów.
Po specjalnej mszy, podczas której choremu odczytywano listę zakazów, których zmuszony był przestrzegać, trędowatego odprowadzano do leprozorium, gdzie otrzymywał osobisty zestaw przedmiotów (ubrania, łyżki itp.). Od tej pory wychodzić mógł jedynie w specjalnych ubraniach, kołatką lub dzwoneczkiem dając znać o swojej obecności. Przed ucieczką przestrzegała umieszczona przy wyjściu z leprozorium szubienica. Nie wolno mu było pojawiać się w miejscach publicznych, w tym także w kościołach. Chorzy, odtrąceni i odizolowani, zakładali w leprozoriach swego rodzaju bractwa oparte na zasadach równości i wspólnej własności.
Od czasów wypraw krzyżowych domy dla trędowatych prowadzone były często przez zakony, między innymi franciszkanów i powołany specjalnie w tym celu Zakon Rycerzy św. Łazarza. Większość z nich została zamknięta po epidemii „czarnej śmierci” (podczas której zmarła większość trędowatych) i w czasach nowożytnych ich liczba w Europie pozostawała znikoma. Jedyne leprozorium w Unii Europejskiej istnieje w Tichilești. Funkcjonowały jednak nadal – i funkcjonują do dziś – w innych, biedniejszych częściach świata.